# Mòhua daurada
La mòhua daurada (Mohoua ochrocephala) és un ocell de la família dels mohòvids (Mohouidae).

## Hàbitat i distribució
Habita els boscos meridionals de Nova Zelanda, a l'illa del Sud i l'illa Stewart.